# Schrotmühle

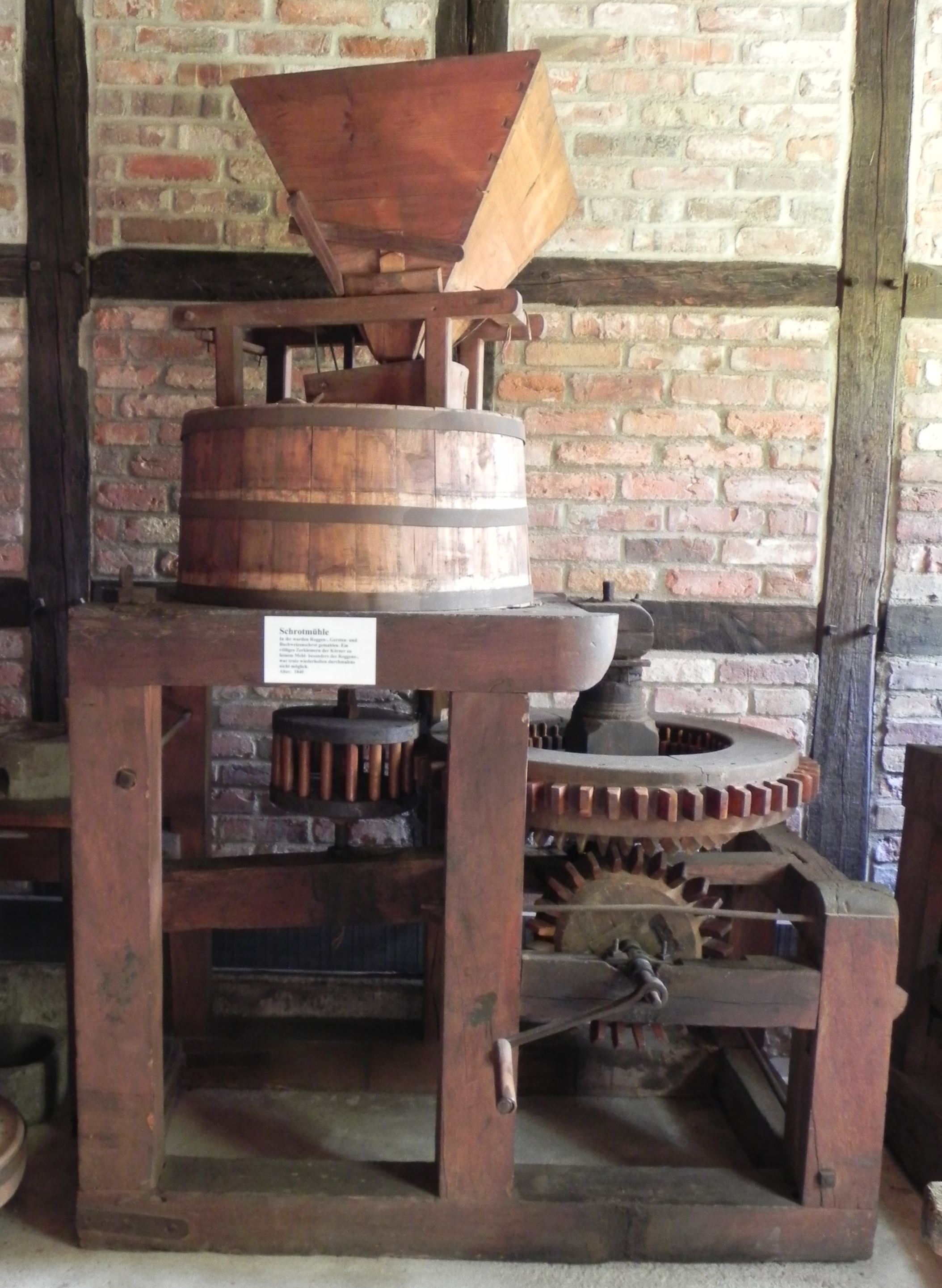
Schrotmühle von 1840

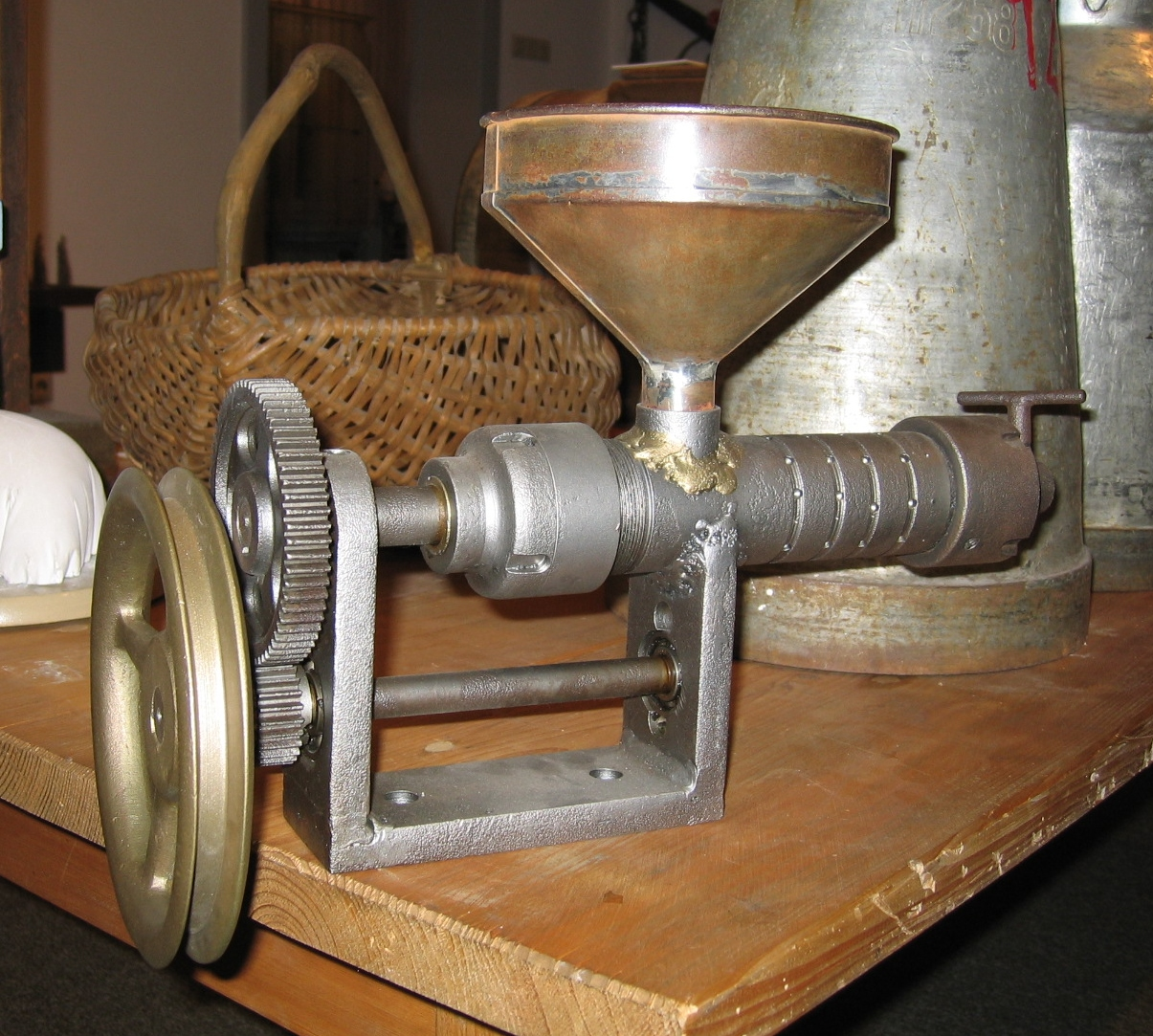
Schrotmühle für Bucheckern

Eine Schrotmühle wird zum Mahlen von Körnern zu Schrot verwendet. In Brauereien wird sie zur Zerkleinerung von Malz zu Malzschrot verwendet.
Man unterscheidet zwischen Typen von Schrotmühlen:
1. nach der Anzahl von Walzen, die in der Schrotmühle zum Einsatz kommen. Es gibt Typen mit zwei, vier, fünf oder sechs Walzen.
2. nach Schrotmühlen mit oder ohne Siebung.
3. nach der Befeuchtung des Malzes in Nass- und Trockenschrotmühlen.

Die Körner fließen aus einem Malzrumpf in die Mühle. Eine Speisewalze dosiert und regelt die Beaufschlagung der Mühle. Die Walzen sind fast immer paarweise angeordnet und drehen sich mit einer Differenzgeschwindigkeit (Voreilung) gegeneinander. Dadurch wird das Korn in den Mahlspalt gezogen und zwischen den Walzen zermahlen.
Bei Mühlen mit Schrotsichtung findet zwischen den Mahlgängen ein Siebvorgang über schräg liegende Siebe statt. Dabei werden die einzelnen Fraktionen nach Partikelgröße getrennt und die groben Schrotbestandteile weiter vermahlen. Beim Schroten von Gerstenmalz können so die Spelzen abgesiebt und getrennt erfasst werden.
Zur Herstellung von Pulverschrot für Sudanlagen mit Maischefiltern werden Hammermühlen eingesetzt.